# Starkenbourg
1803–1937
La province de Starkenbourg était l'une des trois provinces du Grand-duché de Hesse et plus tard de l'État populaire de Hesse.
Elle comprenait les parties du pays au sud du Main et à l'est du Rhin et existait depuis 1803 en tant que principauté, de 1816 à 1937 en tant que province.
Sa capitale provinciale était Darmstadt, la ville industrielle la plus importante était Offenbach.